# Johan Gunnar Andersson
Johan Gunnar Andersson (ur. 3 lipca 1874 w Kniście, zm. 29 października 1960 w Sztokholmie) – szwedzki geolog, paleontolog, badacz polarny, archeolog i sinolog.
Zastępca kierownika Szwedzkiej Wyprawy Antarktycznej (1901–1904). Dyrektor Szwedzkiej Służby Geologicznej (szw. Sveriges geologiska undersökning) (1906–1916).
Pionier badań nad prehistorycznymi Chinami, co przyniosło mu przydomek „Kina-Gunnar” (Kina w jęz. szwedzkim to Chiny). Jako pierwszy odkrył świadectwa kultury neolitycznej w Chinach i zainicjował prace w jaskini Zhoukoudian, które przyniosły odkrycie człowieka pekińskiego.

## Życiorys
Johan Gunnar Andersson urodził się 3 lipca 1874 roku w Kniście w Örebro . Jego rodzicami byli rolnik Johan Andersson i Hedvig Lekberg . Po ukończeniu szkoły w Örebro w 1892 roku Andersson podjął studia geograficzne i geologiczne na uniwersytecie w Uppsali . Podczas studiów, zainteresował się skałami z okresu syluru występującymi w regionie Närke i na Olandii, co zaowocowało badaniami nad fosforytami w formacji sylurskiej .
Aby nie być mylonym ze starszym geografem Gunnarem Anderssonem (1865–1928), w kręgach naukowych stosował zapis nazwiska „J. Gunnar Andersson”.

### Wyprawy polarne
W 1898 roku jeszcze jako student, Andersson wziął udział w wyprawie polarnej Alfreda Nathorsta (1850–1921) do Svalbardu.
Rok później z inicjatywy Nathorsta poprowadził ekspedycję na Wyspę Niedźwiedzią w celu kontynuacji badań geologicznych. Obok Anderssona, w wyprawie uczestniczyli meteorolog C.A. Forsberg, zoolog G. Swenander i dwóch asystentów. Andersson przeprowadził wówczas pierwsze kompleksowe badania geologiczne wyspy. Wyniki badań przedstawił w 1899 roku w swojej pracy dyplomowej Über die Stratigraphie und Tektonik der Bären Insel . Stopień doktora uzyskał w 1901 roku i został adiunktem na uniwersytecie w Uppsali .

### Wyprawa Otto Nordenskjölda
W latach 1902–1904 Andersson uczestniczył w Szwedzkiej Wyprawie Antarktycznej pod kierownictwem szwedzkiego geologa Otto Nordenskjölda (1869–1928) jako zastępca kierownika wyprawy, asystujący geolog i hydrolog. Ekspedycja wyruszyła z Göteborga 16 października 1901 roku. Andersson został w Szwecji z uwagi na obronę swojej pracy doktorskiej i miał być odebrany później na Falklandach przez statek wyprawy „Antarctic”. Opuścił Szwecję w styczniu 1902 roku, a po drodze udał się do Szkocji, gdzie z Williamem Speirsem Bruce’em (1867–1921) omówił współpracę z wyprawą szkocką. Na Falklandy dotarł w lutym i czekając na statek ekspedycji Nordenskjölda, spędził miesiąc na badaniach geologicznych wysp.
W marcu 1902 roku „Antarctic” pod dowództwem kapitana Carla Antona Larsena (1860–1924) dotarł na Ziemię Ognistą i na Falklandy. Andersson dołączył do grupy 27 marca i objął jej kierownictwo. W kwietniu „Antarctic” popłynął do Georgii Południowej, gdzie polowano na foki i prowadzono badania naukowe. Statek dotarł do Jason Harbour, skąd przeprowadzono rekonesans wybrzeża a niewielka grupa przeprawiła się do Cumberland East Bay. Znaleziono tam dawną stację połowu fok, którą nazwano Grytviken. Odkryte dwa wielkie lodowce w zachodniej części Cumberland Bay Andersson nazwał Lyell Glacier i Geikie Glacier na cześć szkockich geologów Charlesa Lyella (1797–1875) i Archibalda Geikiego (1835–1924) . Wówczas zmapowano również cieśninę Cumberland Sound. Następnie wyprawa powróciła na Falklandy, gdzie do końca zimy polowano na foki. Andersson w tym czasie przez miesiąc badał gołoborze Princes Street Stone Run w pobliżu Port Louis . Na wiosnę ekspedycja popłynęła na Ziemię Ognistą, gdzie Andersson dotarł z indiańskimi przewodnikami do jeziora Fagnano.
W listopadzie statek wyruszył na południe. Obecność lodu uniemożliwiła lądowanie na Deception Island i Greenwich Island, więc popłynięto wzdłuż Cieśniny Bransfielda na Półwysep Antarktyczny. Tam Andersson przeprowadził badania, które potwierdziły przypuszczenia Nordenskjölda, że Orleans Channel nie przecina Półwyspu Antarktycznego, lecz jest odnogą Cieśniny Gerlache’a, oddzielającą Trinity Island od lądu. Mapa regionu sporządzona przez Samuela A. Dusa uznawana była przez Nordenskjölda za największe osiągnięcie wyprawy pod względem geograficznym.
W grudniu Andersson wyruszył do obozu zimowego ekspedycji na Snow Hill Island, by zmienić Nordenskjölda, jednak wskutek obecności lodu w cieśninie Antarctic Sound nie było to możliwe. Podczas bezskutecznych prób znalezienia drogi w lodzie, odkryto, że Joinville Island to w rzeczywistości dwie wyspy a nowo odkrytą wyspę nazwano D’Urville Island na cześć francuskiego polarnika Jules’a Dumont d’Urville’a (1790–1842). Cieśninę między wyspami nazwano Larsen Channel na cześć kapitana Larsena.
29 grudnia Andersson wraz z Samuelem A. Dusem i marynarzem Toralfem Grundenem został wysadzony w Zatoce Nadziei, by przeprawić się do Nordenskjölda na saniach (ok. 100 km w linii prostej). Larsen miał opłynąć Joinville Island i sprawdzić warunki na wschodzie Półwyspu Antarktycznego. Andersson i Nordenskjöld wraz z towarzyszami mieli czekać na statek do 25 stycznia, a gdyby „Antarctic” nie przypłynął mieli udać się do Zatoki Nadziei. Andersson jednak nie dotarł do Nordenskjölda – został zatrzymany przez otwarte wody cieśniny Herbert Sound. Statek Larsena utknął w lodzie w zatoce Erebus and Terror Gulf i zatonął 12 lutego 1903 roku na wschód od Paulet Island, a jego załoga uratowała się i przeprawiła na Paulet Island.

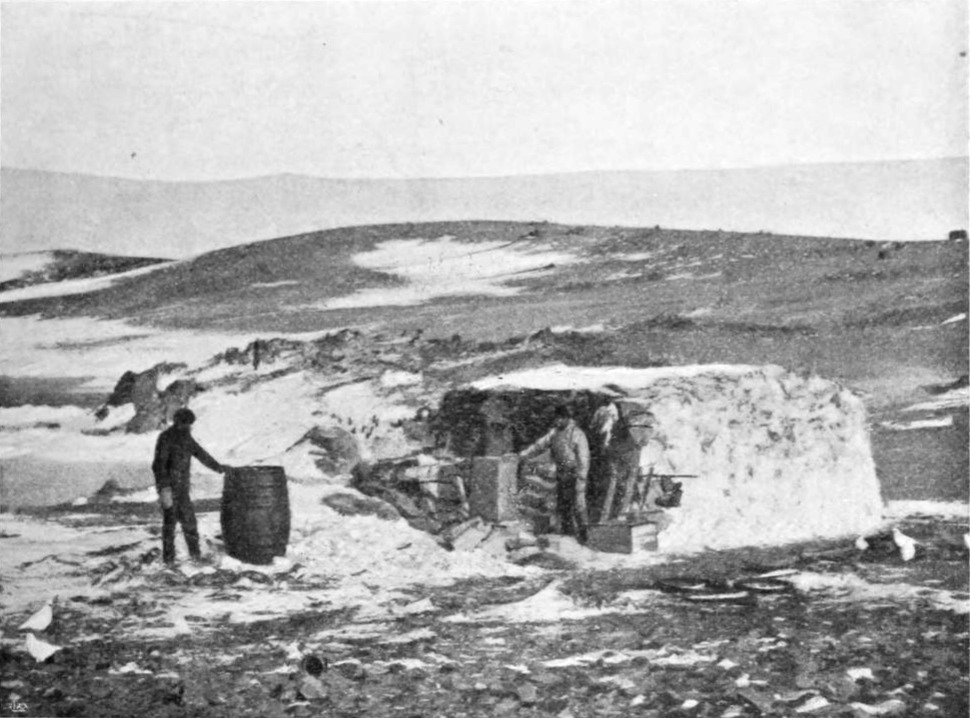
Kamienna chata w Zatoce Nadziei (1903)

W styczniu 1903 roku grupa Anderssona powróciła do Zatoki Nadziei, gdzie oczekiwała na powrót statku, nie wiedząc, że zatonął. Andersson prowadził badania geologiczne na stokach Mount Flora, gdzie znalazł wiele skamieniałości, w tym 61 gatunków z okresu środkowej Jury. Grupa Anderssona wkrótce sobie uświadomiła, że będzie musiała przezimować w zatoce, do czego nie była przygotowana. Polarnicy wznieśli z głazów kamiennych prymitywną chatę, którą zadaszyli saniami i płachtami brezentu. W chacie rozbili namiot a podłoże wyłożyli skórami pingwinów. Przetrwali zimę w ciężkich warunkach, dzięki mięsu i tłuszczowi z 700 pingwinów. 29 września 1902 roku opuścili chatę, by ponownie spróbować dotrzeć do Snow Hill. 9 października dotarli do Vega Island i dalej szli wzdłuż brzegu, aż trzy dni później spotkali Nordenskjölda i Jonassena. 16 października cała piątka dotarła do obozu w Snow Hill. 8 listopada dołączyła do nich załoga „Antarctic” i w tym samym dniu wszyscy zostali uratowani przez argentyński statek „Urugwaj”, który zabrał ich do Buenos Aires.
Po powrocie do Szwecji, Andersson wydał wspomnienia z pobytu w Antarktyce i opublikował szereg artykułów naukowych . W swojej pracy z 1906 roku Andersson wprowadził termin naukowy soliflukcja na określenie zjawiska powolnego pełzania wierzchniej warstwy gruntu w warunkach peryglacjalnych. Według Frencha (2007) praca Anderssona miała wpływ na polskiego geologa Walerego Łozińskiego (1880–1944), który w 1909 roku jako pierwszy wprowadził termin peryglacjał.

### Praca w Szwecji
W 1905 roku Andersson ożenił się z Signe Bergner . W 1906 roku został dyrektorem Szwedzkiej Służby Geologicznej (szw. Sveriges geologiska undersökning)  – funkcję tę piastował do 1916 roku. W 1910 roku został wybrany na sekretarza generalnego XI. Międzynarodowego Kongresu Geologicznego w Sztokholmie .

### Odkrycie pierwszej kultury neolitycznej w Chinach

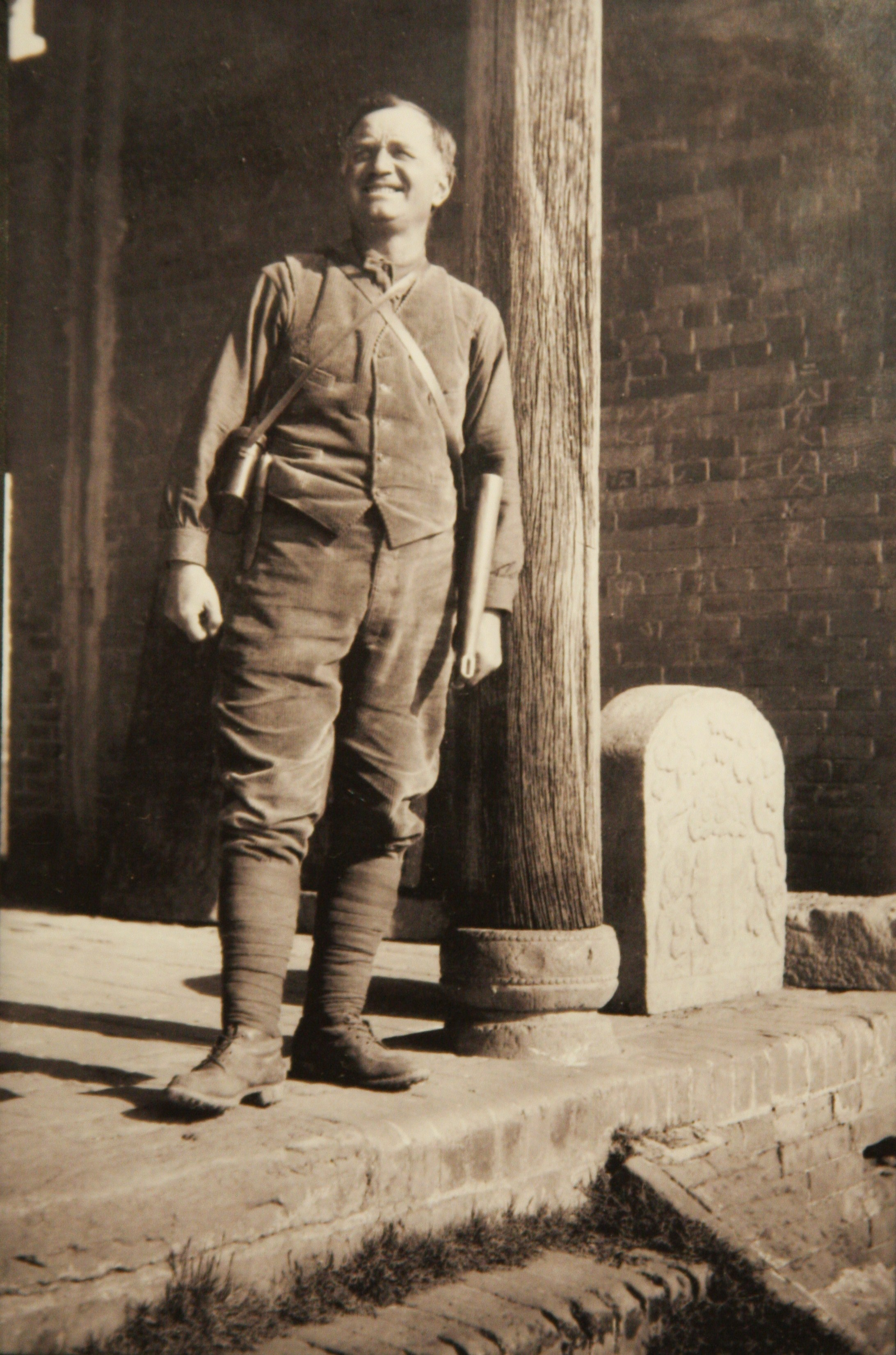
Johan Gunnar Andersson podczas prac w prowincji Henan (1918)

Andersson po raz pierwszy wyjechał do Chin w 1914 roku jako doradca techniczny ds. ropy i węgla . Uzyskał urlop, by doradzać Chińskiemu Ministerstwu ds. Rolnictwa i Handlu i pracować z chińską służbą geologiczną przy rozwijaniu chińskiego górnictwa. W ramach swoich obowiązków kształcił również studentów geologii i w tym kontekście rozpoczął prace wykopaliskowe. Wykopaliska finansował dzięki funduszom zebranym w Szwecji, m.in. dotacjom drukarza Axela Lagreliusa (1863–1944). W 1919 roku Lagrelius założył fundację, tzw. Kinafond, która finansowała paleontologiczne prace Anderssona. Fundacji przewodniczył następca tronu Gustaw Adolf.
W 1921 roku Andersson odkrył w prowincji Henan malowaną ceramikę, która była pierwszym świadectwem kultury neolitycznej w Chinach . W kolejnym roku odkrył wiele podobnych świadectw w dolinie rzeki Huang He, a swoje znaleziska opisał w pracy An Early Chinese Culture wydanej w 1923 roku. Jego badania pomogły zdefiniować kulturę Yangshao. Czas trwania odkrytej przez siebie kultury Andersson datował na okres 3000–1500 p.n.e.  Żaden ze znalezionych przez niego artefaktów z brązu nie był starszy niż 1300 p.n.e.  Andersson kolekcjonował znalezione przez siebie oraz dodatkowo zakupywane artefakty, które później zostały wywiezione do Szwecji.

### Odkrycie człowieka pekińskiego
Andersson interesował się popularnymi w chińskiej medycynie „kośćmi smoka”, które w rzeczywistości były skamieniałymi szczątkami ssaków. Zainicjował badania nad skamieniałościami, które zbierał za przyzwoleniem chińskiej służby geologicznej.
Początkowo badania paleontologiczne prowadzone były w Szwecji przez dawnego studenta Anderssona, pierwszego profesora paleontologii w Szwecji Carla Wimana (1867–1944), ale stale rosnące zbiory wymagały badań na miejscu. Andersson zwrócił się do Wimana z prośbą o przysłanie paleontologa do Chin, który namówił do pracy austriackiego studenta Otto Zdansky’ego (1894–1988).
W 1921 roku, na podstawie kawałków kwarcu znalezionych w obszarze wapieni w jaskini Zhoukoudian niedaleko Pekinu, Andersson przewidział obecność skamieniałych szczątków ludzkich . Prace w jaskini Andersson powierzył Zdansky’emu, który znalazł ząb trzonowy hominida, lecz nie powiadomił nikogo o swoim znalezisku i nie wspomniał o nim w swoim raporcie z 1923 roku. Przez kolejne trzy lata Zdansky pracował dla Anderssona w Chinach a później w Szwecji, gdzie znalazł drugi ząb podczas badań materiału przywiezionego z Chin na uniwersytecie Uppsala. Dopiero w 1927 roku Zdansky opublikował pracę o znalezieniu szczątków hominida. W 1926 roku Andersson zaprzestał prac w jaskini, Zdansky znalazł zatrudnienie w Egipcie a prace w Zhoukoudian przejął inny student Widmana Birger Bohlin (1898–1990), który odkrył kolejny ząb. Swoim odkryciem podzielił się z kanadyjskim anatomem Davidsonem Blackiem (1884–1934), który potwierdził odkrycie nowego hominida, nazywając go człowiekiem pekińskim Sinanthropus pekinensis.

### Powrót do Szwecji
Po 11 latach w Chinach Andersson powrócił do Szwecji, gdzie w 1925 roku objął profesurę geologii. W 1926 roku, na bazie kolekcji artefaktów przywiezionych z Chin założył w Sztokholmie Östasiatiska Museet, którego był dyrektorem do 1938 roku.
W 1929 roku został profesorem archeologii wschodnioazjatyckiej i założył czasopismo „Bulletin of the Museum of Far Eastern Antiquities”, w którym wiele sam publikował. Z uwagi na odkrycia archeologiczne dokonane w Chinach, zyskał miano „Kina-Gunnar” (Kina w jęz. szwedzkim to Chiny). Nazywano go też „pierwszym archeologiem Chin” .
W 1939 roku Andersson przeszedł na emeryturę . W 1950 roku poślubił Eirę Johansson . Zmarł 29 października 1960 roku w Sztokholmie .

## Publikacje
Publikacje z zakresu geologii są podane za Svenskt biografiskt lexikon  a publikacje na temat Chin podane za Cambridge Heritage Research Centre:
- Ueber das Alter der Isochilina canaliculata-Fauna, Bulletin of the Geological Institution of the University of Upsala, 1893
- Ueber Blöcke aus dem jiingeren Untersilur auf der Insel Öland vorkommend, Bulletin of the Geological Institution of the University of Upsala, 1893
- Om öländska raukar, 1895
- Mellan haf och dyner, 1895
- Über cambrische und silurische phosphoritführende Gesteine aus Schweden, 1896
- Till frågan om de baltiska postarkaiska eruptivens ålder, 1896
- Om fosforitbildning och fosforitförande sediment, 1897
- Från Dagas färd, 1898
- Sur la teneur en fluor des phosphorites suédoises, Bulletin of the Geological Institution of the University of Upsala, 1898
- Den svenska expeditionen till Beeren Eiland sommaren 1899, 1900
- Über die Stratigraphie und Tektonik der Bären Insel, Bulletin of the Geological Institution of the University of Upsala, 1899 (1901)
- Några drag af Beeren Eilands kolonisationshistoria, 1901
- Nyare litteratur om Beeren Eilands geologi, 1901
- Ett bidrag till Östersjöns djurgeografi, 1901
- Antarctics vinterexpedition till Sydgeorgien. Rapport från sv. sydpolarexpeditionen, 1902
- Antarctic-expeditionens arbeten på Falklandsöarne och i Eldslandet 1902. Rapport från sv. sydpolarexpeditionen, 1902
- De vetenskapliga arbetena ombord på Antarctic sommaren 1902–03 och slädfärden till Snow Hill 1903, 1904
- Antarctics färder till Syd-Georgien, Falklandsöarna och Eldslandet samt öfvervintringen i Hoppets vik, 1904
- On the geology of Graham Land, Bulletin of the Geological Institution of the University of Upsala, 1904–1905
- Solifluction, a Component of Subaërial Denudation, The Journal of Geology, 1906
- Geological fragments from Tierra del Fuego, Bulletin of the Geological Institution of the University of Upsala, 1906–1907
- Contributions to the geology of the Falkland Islands, 1907
- Några ord om Sveriges geologiska undersöknings organisation och framtida ställning, 1907
- Sveriges geologiska undersökning och tillgodoseendet af den praktiska geologiens kraf, 1907
- Jordskalf i Sverige 1904–06 af E. Svedmark, 1908
- Preliminärt program för Geol. föreningens majsammankomst i Örebro [1909], 1909
- Exkursionen i västra Närke och till Lokadalen d. 14–16 maj [1909], 1909
- The age of the brachiopod yielding beds of Cockburn Island, 1910
- The Iron-Ore Resources of the World, 1910 (red. raportu)
- Professor J.G. Anderssons forskningar i Kina, Svenska sällskapet för antropologi och geografi, 1919
- Dragon-hunting in China, Shanghai, 1919
- Preliminary description of a bone deposit at Chow-kou-tian in Fang-shan-hsien, Chili Province, Geografiska Annaler, 1919
- Redogörelse för arbetena för Kina-fonden under 1919, 1919
- Redogörelse för arbetena för Kina-fonden under 1920 samt ett memorandum, 1920
- Stone Implements of Neolithic type in China, China Medical Journal, 1920
- Allmän plan för naturvetenskapliga insamlingar i Kina, 1920
- The National Geological Survey of China, Geografiska Annaler, 1921
- Current Palaeontological Research in China, Bulletin of the American Museum of Natural History, 1922
- Professor J. G. Anderssons vetenskapliga arbeten i Kina. En översiktlig redogörelse, 1922 (razem z T. G. Halle, E. Lönnbergiem i C. Wimanem)
- Några drag av Kinas forngeografi, 1923
- An Early Chinese Culture, Bulletin of the Geological Survey of China, 1923
- The cave-deposit at Sha Kuo T’un in Fengtien, Palaeontologia Sinica, 1923
- On the occurrence of fossil remains of Struthionidae in China, [w:] Essays on the cenozoic of northern China, With 3 maps, 9 heliotype plates and 42 text-figures, Memoirs of the Geological Survey of China, 1923
- Beasts of the Dragon Mines, The China Journal of Science & Arts, 1923
- A Prehistoric Village in Honan, The China Journal of Science & Arts, 1923
- Arkeologiska fynd i provinsen Kansu, 1924
- Arkeologiska studier i Kina, 1924
- Report on the Chang Chiu coal field in Shantung, The Bulletin of the Geological Survey of China, 1924
- Preliminary Report on Archaeological Research in Kansu, Memoirs of the Geological Survey of China, 1925
- Kinas klimatväxlingar i tertiär och kvartär tid, 1925
- Draken och de främmande djävlarna, 1926 (wyd. niem. Der Drache und die fremden Teufel, 1927; wyd. ang. The dragon and the foreign devils, 1928)
- Hominid-fyndet vid Peking, 1928
- Otto Nordenskjölds forskningsfärder, 1928
- The Highway of Europe and Asia, Journal of the Central Asian Society, 1929
- Peking: Den detroniserade kejsarstaden, Magasin för Geografi och Resor, 1929
- Prähistorische Kulturbeziehungen zwischen Nord China und dem äheren Orient, Ostasiatische Zeitschrift, 1929
- The Origin and the Aims of the Museum of Far Eastern Antiquities, Bulletin of the Museum of Far Eastern Antiquities, 1929
- Symbolism in the Prehistoric Painted Ceramics of China, Bulletin of the Museum of Far Eastern Antiquities, 1929
- Der Weg über die Steppen, Bulletin of the Museum of Far Eastern Antiquities, 1929
- Chou Chao-hsiang: Pottery of the Chou Dynasty, Bulletin of the Museum of Far Eastern Antiquities, 1929
- Vegaminnet, Högtidstal vid Svenska Sällskapets för antropologi och geografi sammankomst den 24 april 1930..., 1930
- The Tenth Anniversary of the Swedish China Research Committee and the Karlbeck Exhibition, Bulletin of the Museum of Far Eastern Antiquities, 1930
- Oscar Björck in memoriam, Bulletin of the Museum of Far Eastern Antiquities, 1930
- Risebergaboken, 1931
- The highway of Eurasia, The American-Scandinavian Review, 1931
- Saxon och Närke, 1931
- Arbetsmetoder vid utgrävning av förhistoriska fyndplatser i Kina, Arkeologiska studier tillägnade H.K.H. Kronprins Gustaf Adolf, 1932
- Hunting magic in the animal style, Bulletin of the Museum of Far Eastern Antiquities, 1932
- Kulturen är äldre än människan, Ord och Bild, 1932
- Den gula jordens barn: studier över det förhistoriska Kina, 1932 (wyd. ang. Children of the Yellow Earth: Studies in Prehistoric China, 1934)
- Den stora färden, Ord och Bild, 1932
- Kineser och Pingviner, 1933
- Sven Hedin’s groote expeditie naar Midden-Azie en China, 1932
- Civilization is older than man, Forum, 1933
- Kineser och pingviner: en naturforskares minnen från jordens alla horn, 1933
- Ur fru Annas minnesbok, 1934
- The goldsmith in ancient China, Bulletin of the Museum of Far Eastern Antiquities, 1935
- Selected Ordos bronzes, Bulletin of the Museum of Far Eastern Antiquities, 1935
- Vad fann Sven Hedin?, Ord och Bild, 1936
- Närke, [w:] „Sverige. De svenska landskapen skildrade i ord av svenska författare och i bilder av Eigil Schwab”, 1936
- Under brinnande krig, 1936
- China Fights for the World, 1938/1939
- Topographical and archaeological studies in the Far East, Bulletin of the Museum of Far Eastern Antiquities, 1939
- Krigsfaran, 1939
- Chiang Kai-shek och kinesernas frihetskrig, Ord och Bild, 1939
- Some fossil mammal localities in Northern China, Bulletin of the Museum of Far Eastern Antiquities, 1942
- Researches into the Prehistory of the Chinese, Bulletin of the Museum of Far Eastern Antiquities, 1943
- Olösta gåtor, 1949
- Tam och vild skönhet i Kina, 1950
- Strövtåg i tid och rum, 1958
- Kina genom tidsåldrarna, 1959
- Dans le sillage des sinanthropes: lettres inédites de Pierre Teilhard de Chardin et Johan Gunnar Andersson 1926-1934, 1971

## Członkostwa, odznaczenia i nagrody
- 1904 – Vegamedaljen przyznawany przez Svenska Sällskapet för Antropologi och Geografi (tłum. „Szwedzkie Towarzystwo Antropologów i Geografów”)[1]
- 1906 – Order Wazów[1]
- 1908 – członek Królewskiej Szwedzkiej Akademii Rolnictwa i Leśnictwa[1]
- 1910 – Order Wazów II. klasy[1]
- 1911 – członek Królewskiej Szwedzkiej Akademii Nauk[1]

## Upamiętnienie
Na cześć Anderssona nazwano wyspę na wschód od Trinity Peninsula – Andersson Island i nunatak w Zatoce Nadziei – Andersson Nunatak.